# Internationella kommissionen för skyddet av Donau
Internationella kommissionen för skyddet av Donau (International Commission for the Protection of the Danube River, ICPDR) är Europas största vattenvårdsförbund. Det är en internationell samarbetsorganisation grundad 1998 till skydd för hela vattensystemet kring Donau och dess bifloder. Samarbetet består av 13 stater (Tyskland, Österrike, Tjeckien, Slovakien, Slovenien, Ungern, Kroatien, Bosnien och Hercegovina, Serbien, Bulgarien, Rumänien, Moldavien och Ukraina) samt EU.